# Polônia 5–6 Brasil (1938)
Polônia 5-6 Brasil foi o resultado do jogo de futebol válido pelas oitavas de final da Copa do Mundo de 1938, disputado em 5 de junho de 1938, no estádio Stade de la Meinau, Strasbourg, França, e que entrou para a história das Copas do Mundo, por ser a partida do Brasil com mais gols em uma fase final da Copa do Mundo.
Nesta Copa do Mundo, a Seleção Brasileira e a Seleção Polonesa utilizavam uniformes brancos. Na hora do sorteio para ver quem precisaria utilizar uniformes de outra cor, o Brasil foi sorteado e correu contra o tempo para conseguir camisetas na cor azul (na época, as equipes não tinham uniformes reserva). Foi a 1ª vez que a Seleção Brasileira utilizou uniformes na cor azul em sua história. A camisa possuía uma tonalidade mais clara que a do calção e não tinha o escudo da CBD, por falta de tempo hábil.

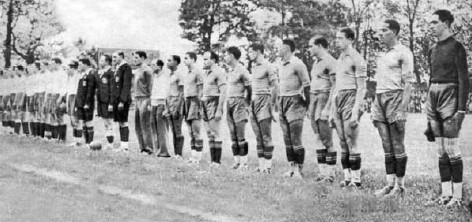
Apresentação antes do jogo das Seleções do Brasil e da Polônia na Copa do Mundo de 1938.

Detalhes curiosos vistos com estranheza pelos europeus ganharam espaço nos jornais pós-jogo. Um, tático: o fato de a seleção ter apenas dois zagueiros, Domingos da Guia e Machado, para marcar três, às vezes quatro, poloneses (um deles, Ernest Wilimowski, autor de quatro gols). Tão perdida ficou a defesa que até o sereno Domingos da Guia descontrolou-se e, dentro da área, agarrou um adversário pela cintura: pênalti e gol da Polônia. Outro detalhe, de desconhecimento das leis do jogo, chega ser risível: os brasileiros não sabiam dar o tiro de meta. O faziam com o beque levantando a bola para as mãos do goleiro, cabendo a este repô-la em jogo.

## A Partida
O jogo foi cheio de alternativas, terminando em 4-4 no tempo normal, sendo decidido só na prorrogação. A partida terminou com vários jogadores contundidos em ambas as equipes.

### Detalhes
| Polônia | Brasil |

|              |  |                       |  |
|              |  |                       |  |
|              |  |                       |  |
|              |  |                       |  |
|              |  |                       |  |
| GK           |  | Edward Madejski       |  |
| OB           |  | Władysław Szczepaniak |  |
| OB           |  | Antoni Gałecki        |  |
| PO           |  | Wilhelm Góra          |  |
| PO           |  | Erwin Nyc             |  |
| PO           |  | Ewald Dytko           |  |
| NA           |  | Ryszard Piec          |  |
| NA           |  | Leonard Piątek        |  |
| NA           |  | Fryderyk Scherfke     |  |
| NA           |  | Ernest Wilimowski     |  |
| NA           |  | Gerard Wodarz         |  |
| Reservas:    |  |                       |  |
| GK           |  | Walter Brom           |  |
| DF           |  | Edmund Giemsa         |  |
| DF           |  | Edmund Twórz          |  |
| MF           |  | Kazimierz Lis         |  |
| MF           |  | Wilhelm Piec          |  |
| MF           |  | Jan Wasiewicz         |  |
| FW           |  | Stanisław Baran       |  |
| FW           |  | Ewald Cebula          |  |
| FW           |  | Bolesław Habowski     |  |
| FW           |  | Józef Korbas          |  |
| FW           |  | Antoni Łyko           |  |
| Técnico:     |  |                       |  |
| Józef Kałuża |  |                       |  |

|                |  |                  |  |
|                |  |                  |  |
| GK             |  | Batatais         |  |
| OB             |  | Domingos da Guia |  |
| OB             |  | Machado          |  |
| PO             |  | Afonsinho        |  |
| PO             |  | Martim           |  |
| PO             |  | Zezé Procópio    |  |
| NA             |  | Hércules         |  |
| NA             |  | Perácio          |  |
| NA             |  | Leônidas         |  |
| NA             |  | Romeu            |  |
| NA             |  | Lopes            |  |
| Reservas:      |  |                  |  |
| GK             |  | Walter Goulart   |  |
| OB             |  | Jaú              |  |
| PO             |  | Argemiro         |  |
| PO             |  | Brandão          |  |
| PO             |  | Brito            |  |
| NA             |  | Luisinho         |  |
| NA             |  | Nariz            |  |
| NA             |  | Niginho          |  |
| NA             |  | Patesko          |  |
| NA             |  | Roberto          |  |
| NA             |  | Tim              |  |
| Técnico:       |  |                  |  |
| Ademar Pimenta |  |                  |  |

- a. ^  O jogo terminou 4 a 4 no tempo normal e 1 a 2 na prorrogação para o Brasil.

## Recordes e curiosidades
- O último gol de Leônidas da Silva foi marcado com o pé descalço.
- Após sofrer 5 gols na partida contra a Polônia, o goleiro Batatais, do Fluminense, perdeu seu posto de titular. Pimenta passou a escalar Walter, goleiro flamenguista que, como incentivo, recebeu a oferta de um prêmio 30 mil francos do chefe da delegação brasileira, José Maria Castelo Branco, para cada jogo que ficasse sem sofrer gols.[5]
- Esta partida cravou definitivamente o futebol brasileiro no mundo, que começou a reverenciar o futebol brasileiro. Além disso, esta partida consagrou definitivamente o primeiro rei do futebol: Leônidas da Silva, primeiro jogador brasileiro a marcar três vezes em um mesmo jogo de Copa do Mundo.[7]
- Wilimowski foi por muito tempo o jogador com mais gols marcados em uma única partida de Copa do Mundo, sendo ultrapassado apenas por Oleg Salenko, que marcou 5 gols na vitória da Rússia por 6 a 1 sobre Camarões, em 1994. O polonês tornou-se também o jogador a fazer mais gols na Seleção Brasileira em um único jogo e o quarto no geral.
- Wilimowski é até hoje o jogador com a melhor média de gols por partida em Mundiais, uma vez que esta foi sua única partida.
- O hat-trick de Wilimowski é um dos três em Copas em que o marcador acabou perdendo o jogo, sendo este o único caso de um poker-trick, ou seja, anotando 4 gols. Também é um dos oito marcados em apenas um tempo. Entre os sete poker-tricks, é o com quarto gol mais tardio, já que é o único feito na prorrogação. Empatado com um hat do argentino Batistuta (1994), é o com terceiro gol no tempo normal mais tardio, feito aos 44 da segunda etapa.
- É uma das três únicas partidas de Copa do Mundo a contar com dois hat-tricks.
- Segunda partida com maior número de gols em Copas do Mundo, empatada com Hungria 10 x 1 El Salvador (1982) e Hungria 8 x 3 Alemanha Ocidental (1954), perdendo apenas para Áustria 7 x 5 Suíça (1954).
- A Polônia tornou-se a seleção com o maior número de gols numa derrota em jogos da Copa, com apenas a Suíça igualando o recorde em 1954.
- É o jogo com mais gols em relação ao total de gols de uma Copa: 13% (11 dos 84 marcados na edição de 1938).